# دده‌لی (فضولی)
دده‌لی (ترکی آذربایجانی: Dədəli) یک منطقهٔ مسکونی در جمهوری آرتساخ است که در استان هادروت واقع شده‌است.